# Los Angeles Film Critics Association Award/Beste Nebenrolle
Der Los Angeles Film Critics Association Award in der Kategorie Beste Nebenrolle (Best Supporting Performance) wird seit 2022 vergeben. Zuvor waren Filmschauspieler in vier nicht genderneutralen Kategorien geehrt worden, darunter jene für die Beste Nebendarstellerin und den Besten Nebendarsteller.
Seit Einführung des Preises wurden jedes Jahr zwei Preisträger sowie zweitplatzierte Schauspielleistungen bekanntgegeben.

## Preisträger
| Jahr | Preisträger          | Film                                  | Deutscher Titel                   |
| ---- | -------------------- | ------------------------------------- | --------------------------------- |
| 2022 | Dolly de Leon        | Triangle of Sadness                   | Triangle of Sadness               |
| 2022 | Ke Huy Quan          | Everything Everywhere All at Once     | Everything Everywhere All at Once |
| 2023 | Rachel McAdams       | Are You There God? It’s Me, Margaret. | k. A.                             |
| 2023 | Da’Vine Joy Randolph | The Holdovers                         | The Holdovers                     |
| 2024 | Juri Borissow        | Anora                                 | Anora                             |
| 2024 | Kieran Culkin        | A Real Pain                           | A Real Pain                       |

## Zweitplatzierte Hauptdarsteller
1. ↑  2022 belegten Jessie Buckley (Die Aussprache) und der später  Oscar-nominierte Brian Tyree Henry (Causeway) gemeinsam einen zweiten Platz.
2. ↑  2023 belegten die Oscar-nominierten Lily Gladstone (Killers of the Flower Moon) und Ryan Gosling-nominierte Jeffrey Wright (Barbie) gemeinsam einen zweiten Platz.
3. ↑  2024 belegten Clarence Maclin (Sing Sing) und Adam Pearson (A Different Man) gemeinsam einen zweiten Platz.

Bester Film |
Beste Regie |
Beste Hauptrolle |
Beste Nebenrolle |
Bestes Drehbuch |
Beste Kamera |
Bestes Szenenbild |
Bester Schnitt |
Beste Filmmusik |
Bester fremdsprachiger Film |
Bester Dokumentarfilm |
Beste Animation |
Bester Nachwuchs |
Bester Experimental/Independent Film |
Spezielle Erwähnung |
Lebenswerk